# Realty Bites
«Realty Bites» — 9 серія 9 сезону (№187), вийшла в США 7 грудня 1997 року, в Україні була дубльована у 2005 році.

## Сюжет
Мардж скаржиться Гомерові на те, що вони ніде не бувають.Гомер у свою чергу пропонує йти на лот розпродажі речей, конфіскованих
у тюремних в'язнів Спрингфілдської Тюрми.Там Шеф Віггам пропонує людям різні броньовані двері, брами,
прилади і, нарешті спортивну машину «Феррарі» Снейка, яку купує Гомер Сімпсон.Снейк, побачивши це
клянеться вбити Гомера.Гомеру машина подобається і він одразу починає виробляти на ній трюки і злякана Мардж просить висдити її.По дорозі додому вона зустрічає Л.Гуця, який пропонує після розмови стати маклером і веде її у «Контору Червоного Піджака», де її представляє перед людьми, зокрема Гілом, який працював на цій роботі «незмінно протягом 42 років».
Снейк тим часом тікає з тюрми, скориставшись халатністю поліції і намагається вбити або наздогнати Гомера, який щодня їздить на
колишній машині Снейка.Снейк навіть прив'язує мотузку поперек дороги, щоб відірвати Гомеру голову, але той рятується і жертвою
мотузки стає Кірк ван Гутен, якому відтинає руку.Мардж вдало працює маклером і продає «Будинок Жаху» (де були вбиті люди) Фландерсам, які охоче туди переїжджають і самі роблять ремонт.Сумління мучить Мардж, бо вона не розповіла сім'ї
Фландерсів про вбивства.
А Снейк тим часом вистежує Гомера на мості і стрибає на машину, вимагаючи її віддати.Гомер відмовляється і Снейк перехоплює керування.Мардж вирішує піти до Фландерсів і розповісти правду.А Фландерси заснули, фарбуючи
кімнату Тодда і Мардж здалося , що їх вбили.Проте вони прокидаються і кажуть, що їм подбається будинок незалежно кого там вбили.
А Гомер і Снейк виїхали з міста, де Снейк починає бити Гомера, а Гомер б'є Снейка під ребра, проте це не заспокоює злодія.
Снейк душить Гомера, а Гомер тисне на гальма.Він зі Снейком падає на дах машини, де Гомер перехоплює ініціативу бійки, і боляче
б'є Снейка ліктем в пах.Звільнившшись, Гомер б'є Снейка в щелепу 5 разів.Їхню бійку помічає шеф Віггам і їде за ними, а Гомер
про швидкому проїзді біля машини Віггама вибиває Снейку зуб (видно у стоп-кадрі).
Мардж тим часом говорить із Фландерсами, і у будинок врізається машина зі Снейком і Гомером, який коліном добивав пораненого
Снейка.Будинок повністю завалюється, а Гомер із Віггамом граються пластиком.Потім можна побачити Снейка, який має численні
розриви судин від ударів Гомера, синець на оці і вибиті зуби.Якщо Гомер майже не постраждав, то Снейк був сильно скалічений і
був побитий Гомером по «усім статтям».
За заподіяну шкоду Мардж звільняють з роботи і вона знову їде на біржу праці, щоб десь влаштуватися.На біржі можна побачити і
сина Бернса — Ларрі і Гіла Гандерсона.

## Див.також
- Гомер Сімпсон
- Снейк Джейлберд
- Лайонел Гуць